# 戴隆
在托爾金奇幻小說的中土大陸裡，戴隆（Daeron）是多瑞亞斯 Doriath的一位吟唱詩人。

## 生平
戴隆居住在多瑞亞斯，是埃盧·庭葛 Elu Thingol 的吟唱詩人。他也是一位語言學家，他發明了色斯文 Cirth字母。
戴隆愛上了庭葛及美麗安的女兒露西安 Lúthien。露西安雖然不愛他，但他倆是好朋友，露西安曾隨戴隆的歌聲翩翩起舞。戴隆知道露西安喜愛人類貝倫 Beren後，他將之告訴給埃盧·庭葛。
露西安想請戴隆幫忙秘密離開多瑞亞斯，他卻出於嫉妒而出賣了她。庭葛把露西安幽禁起來，她用頭髮編織了一條繩子逃離幽禁她的樹屋，離開了多瑞亞斯。戴隆感到後悔，於是出外尋找她，但是他找不到露西安，自此沒有返回多瑞亞斯。他越過隆恩山脈 Ered Luin，進入伊利雅德 Eriador，在那裡居住了很長的時間，為露西安作哀歌悼念她。從此戴隆的下落不明，不知是生是死。
在伊露維塔的子女當中，戴隆被譽為是最優秀的音樂家，只有費諾的兒子梅格洛爾 Maglor的歌唱技巧僅次於他。

## 早期版本
在早期的《中土世界的歷史》裡，戴隆原本是露西安的親兄弟，同樣也沒有幫助她。

## 資料來源
1. ↑  《精靈寶鑽》 2002年 聯經初版翻譯 第十章《辛達族精靈》：「庭葛國中最有學問的大師，宮廷詩人戴隆發明了文字符號，...藉由諾格林人，『色斯文』越過了山脈傳到東方。」
2. ↑  《精靈寶鑽》 2002年 聯經初版翻譯 第十九章《貝倫與露西安》：「在尋找露西安的過程中，他踏上了陌生的路，越過了山脈來到中土大陸的東方，有許多年他在深水旁為庭葛的女兒、全地最美的露西安作哀歌。」
3. ↑  《精靈寶鑽》 2002年 聯經初版翻譯 第十九章《貝倫與露西安》：「自從露西安失蹤之後，...庭葛的吟遊詩人戴隆就在那時離開了多瑞亞斯，四處漂泊、不知所終。」